# Frontul de Eliberare a Animalelor
Frontul de Eliberare a Animalelor (în engleză Animal Liberation Front, prescurtat ca ALF) este numele folosit internațional de activiștii pentru drepturile animalelor care se angajează în acțiune directă în numele animalelor. Aceasta include eliberarea lor din laboratoare de teste și ferme de blană, sau sabotarea facilităților respective. Orice act ce ajută cauza de eliberare a animalelor, în care toate precauțiile rezonabile sunt luate pentru a nu răni viață umană sau non-umană, poate fi pretins a fi o acțiune AFL.